# 筑前前原駅

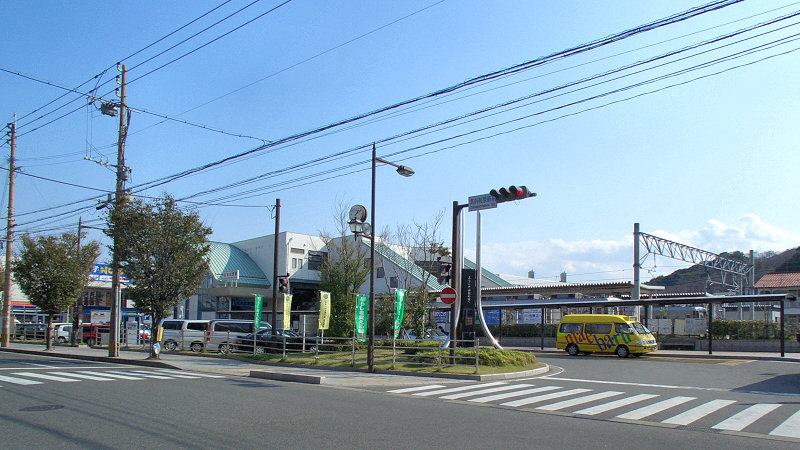
北口遠望（2006年11月）

筑前前原駅（ちくぜんまえばるえき）は、福岡県糸島市前原中央一丁目にある、九州旅客鉄道（JR九州）筑肥線の駅である。駅番号はJK08。糸島市の中心駅。
当駅を境に姪浜方面は複線で、唐津方面は単線となっている。筑肥線と相互直通運転を実施している福岡市地下鉄空港線の福岡市交通局所属車両の乗り入れは当駅までとなっている。また昼間時間帯は全ての列車が当駅で折り返す。
快速の停車駅で、平日は当駅より姪浜方面が各駅停車、唐津方面が通過運転区間になる。土曜日・日祝日は西唐津 - 姪浜間で快速運転が行われる。筑肥線電化開業までは急行「平戸」が停車していた。

## 歴史
- 1924年（大正13年）4月1日：北九州鉄道の前原駅（まえばるえき）として開業[2]。
- 1937年（昭和12年）10月1日：国有化、筑前前原駅に改称[2]。
- 1982年（昭和57年）3月1日：貨物取扱廃止[2]。
- 1983年（昭和58年）3月22日：筑肥線が電化され、福岡市地下鉄1号線（当時は博多（仮駅）まで。現在の空港線）との相互直通運転を開始。福岡市交通局車両の折り返し駅となる。
- 1985年（昭和60年）3月14日：荷物扱い廃止[2]。
- 1987年（昭和62年）4月1日：国鉄分割民営化に伴い、九州旅客鉄道（JR九州）の駅となる[2]。
- 1998年（平成10年）
  - 5月30日：橋上駅舎化工事のため博多駅寄りに70mのところに建設した仮駅舎に移転[3]。
  - 10月6日：橋上駅舎化工事着工[4]。
- 1999年（平成11年）12月19日：筑肥線複線化に併せて橋上駅舎に改築、南口供用開始[5]。自動改札機を設置し、供用開始[6]。2面3線から2面4線に変更。
- 2001年（平成13年）3月3日：福岡市交通局車両の乗り入れ区間が筑前深江駅まで延長される。
- 2003年（平成15年）3月15日：快速列車の運行開始。停車駅となる。
- 2010年（平成22年）3月13日：ICカード「SUGOCA」の利用を開始[7]。
- 2021年（令和3年）3月13日：ホームドアの使用を開始[8]。福岡市交通局車両の乗り入れ区間が当駅までに戻る。
- 2025年（令和7年）3月15日：ダイヤ改正により、当駅で30分以上停車する列車は終点到着後に一度ドアを閉め、発車時刻の5分前にドアを開ける形式に変更（改正前は当駅で30分以上停車する列車はドアを常時開放していた）。

## 駅構造
島式ホーム2面4線を有する地上駅で、折り返し可能な配線となっている。橋上駅舎を備える。直営駅で、みどりの窓口が設置されている。自動改札機を備え、SUGOCAの利用が可能である。改札内にはグランドピアノがストリートピアノとして設置されている。

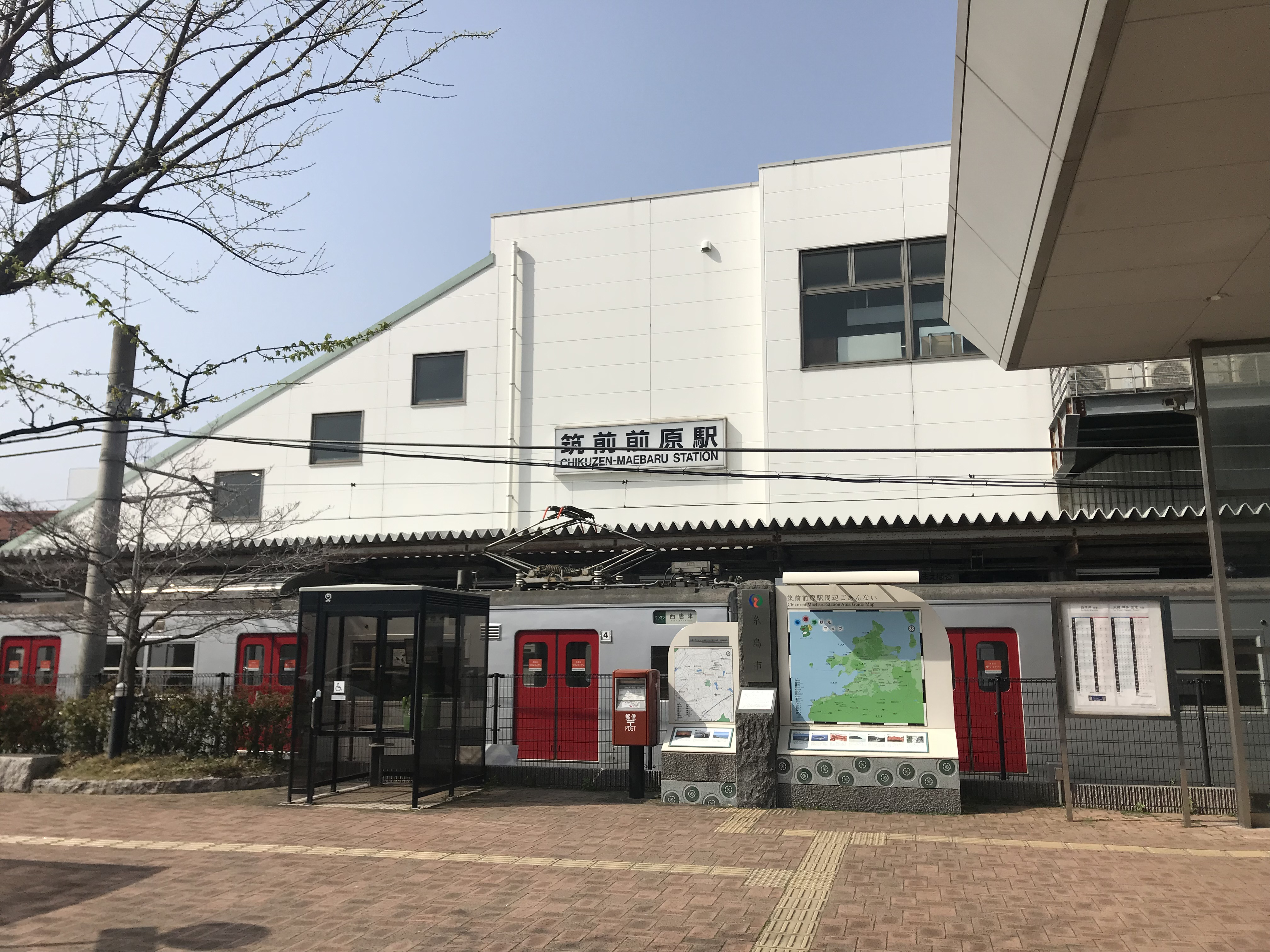
南口（2018年3月）

当駅で折り返す列車は、大半が対面接続を行う。深夜から早朝の間、数本の列車が夜間滞泊する。

### のりば
| のりば | 路線   | 方向 | 行先                       |
| ------ | ------ | ---- | -------------------------- |
| 1 - 4  | 筑肥線 | 上り | 天神・博多・福岡空港方面   |
| 1 - 4  | 筑肥線 | 下り | 筑前深江・唐津・西唐津方面 |

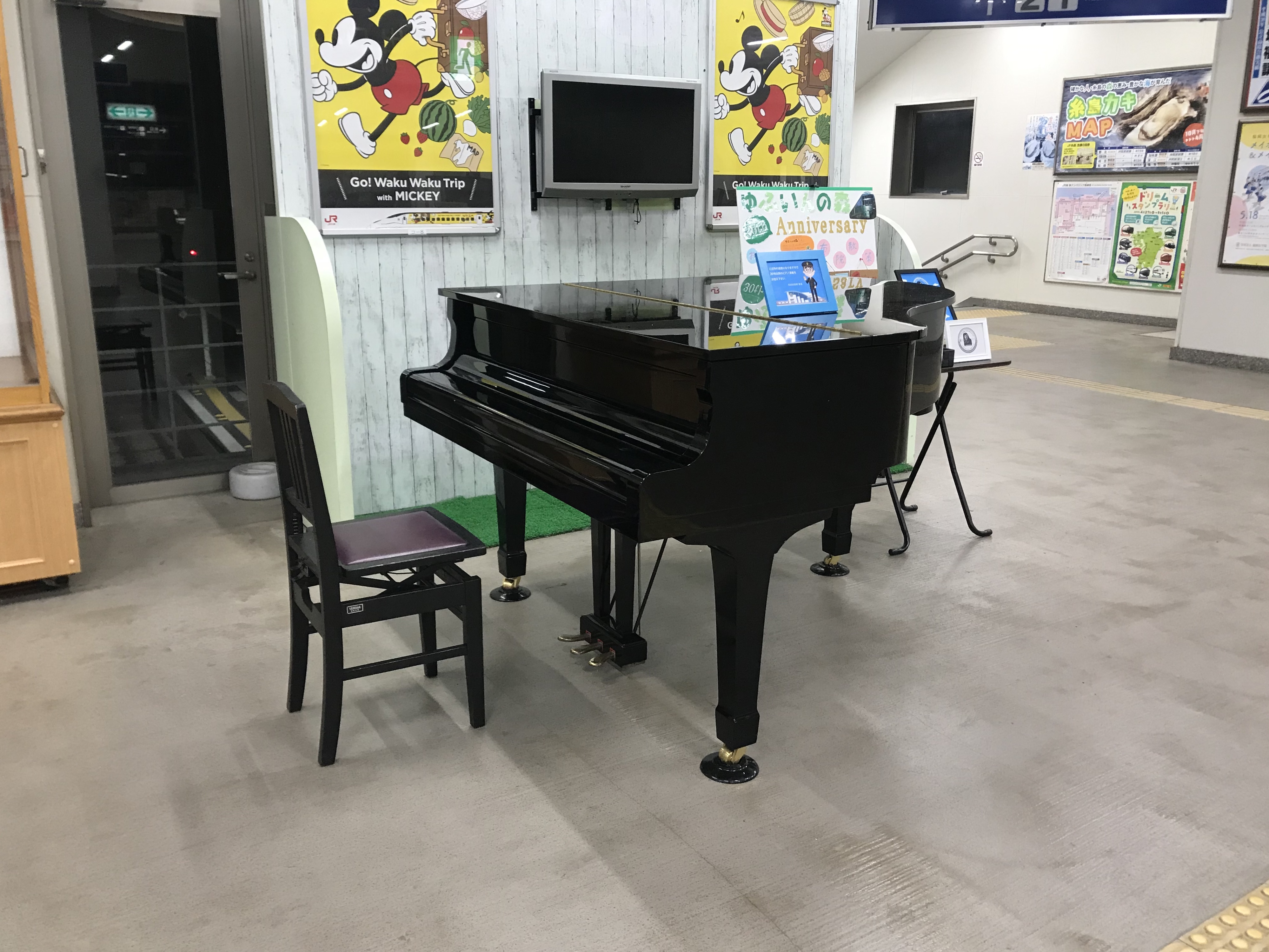
駅舎内に設置されているピアノ（2018年3月）
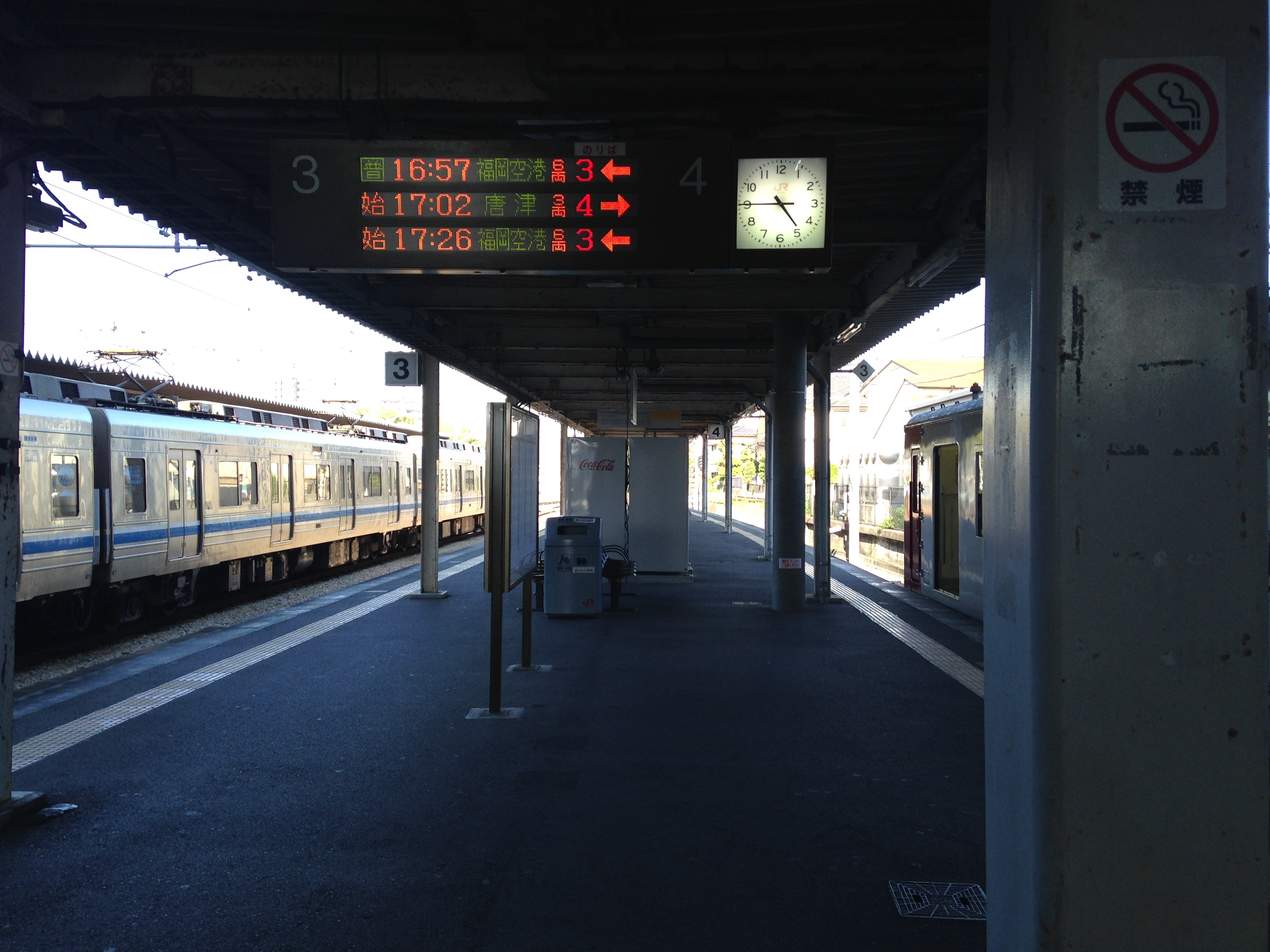
ホーム（2016年4月）
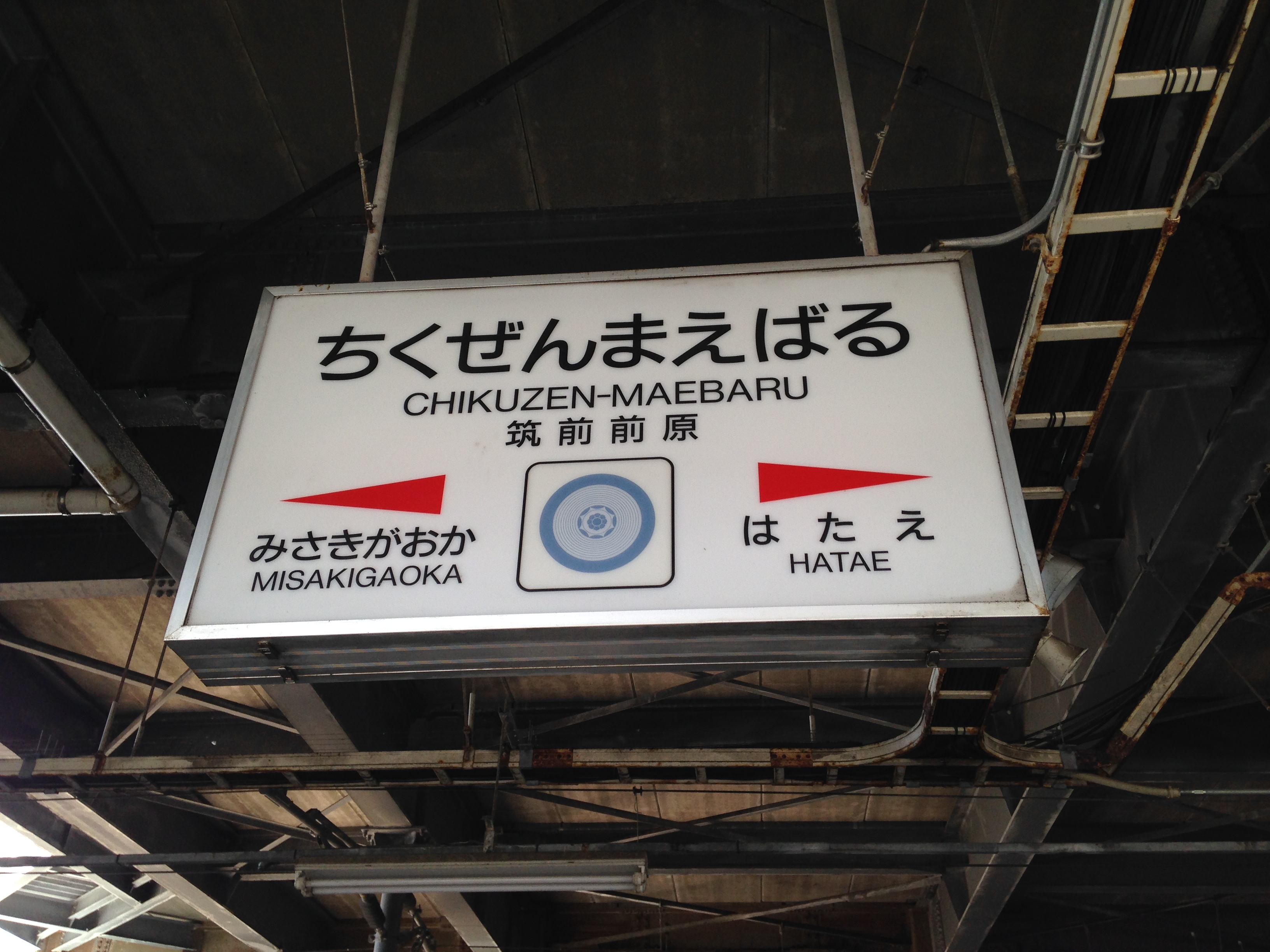
駅名標は、平原遺跡から出土した大型内行花文鏡をデザインした　（2016年8月）

## 利用状況
2023年（令和5年）度の1日平均乗車人員は6,267人で、JR九州の駅としては箱崎駅に次いで第26位である。
長らく筑肥線の単体の駅（福岡市営地下鉄空港線と接続している姪浜駅を除いた場合）としては最も多かったが、2014年（平成26年）度に九大学研都市駅に追い抜かれた。
JR九州及び糸島市統計白書によると、近年の1日平均乗車人員の推移は下記の通り。
| 年度   | 1日平均 乗車人員 | 出典   |
| ------ | ---------------- | ------ |
| 2005年 | 7,449            | [ 10 ] |
| 2006年 | 7,569            | [ 10 ] |
| 2007年 | 7,488            | [ 10 ] |
| 2008年 | 7,445            | [ 11 ] |
| 2009年 | 7,291            | [ 12 ] |
| 2010年 | 7,189            | [ 13 ] |
| 2011年 | 7,184            | [ 14 ] |
| 2012年 | 7,196            | [ 15 ] |
| 2013年 | 7,347            | [ 16 ] |
| 2014年 | 7,195            | [ 17 ] |
| 2015年 | 7,354            | [ 18 ] |
| 2016年 | 7,353            | [ 19 ] |
| 2017年 | 7,443            | [ 20 ] |
| 2018年 | 7,612            | [ 21 ] |
| 2019年 | 7,095            | [ 22 ] |
| 2020年 | 5,364            | [ 23 ] |
| 2021年 | 5,509            | [ 24 ] |
| 2022年 | 5,911            | [ 25 ] |
| 2023年 | 6,267            | [ 9 ]  |

## 駅周辺
糸島市の中心部にあたる。駅の北側約300メートルの場所を国道202号が筑肥線に並行する形で通っている。北口前から国道202号との交差点までの間には県道筑前前原停車場線が通り、そこから北側には県道福岡志摩前原線が延びている。北口周辺は前原中央商店街であり店舗が多い。
南口周辺は住宅地が広がっている。
- 糸島市役所本庁舎（旧・前原市役所）
- 前原中央商店街
- 前原郵便局
- 糸島農業協同組合本店・前原支店
- 糸島警察署
- 伊都文化会館
- 糸島市図書館
- 糸島市立前原小学校
- 福岡県立糸島高等学校
- 福岡県立糸島農業高等学校
- JAポルタ前原（南口に直結）
- 糸島市立前原南小学校
- 笹山公園

### バス路線
昭和バスが駅北口・駅南口と糸島市内各地域や福岡市西部との間を結んでいる。一部の路線は糸島市コミュニティバス「はまぼう号」として運行しており、乗合タクシーとして運行している路線もある。
※以下すべて昭和自動車による運行
- 前原駅北口（駅北口ロータリー内）
  - 前原
  - 加布里・道目木 - 芥屋
  - 師吉 - 初 - 船越
  - 師吉 - 初 - 野北 - 谷
  - 産の宮・周船寺・今宿駅前
  - 糸島市役所前・一貴山駅入口・波呂・浜窪・筑前深江駅前
  - 産の宮 - 周船寺駅 - 川原 - 雷山の森
  - 産の宮 - 曽根グラウンド - 井原山入口
  - 波多江駅・油比・泊 - 九大工学部前
  - 市街地循環線（ぐるりんバス）
- 前原駅南口（駅南口ロータリー内）
  - 有田 - 曽根グラウンド
  - 中学校前・伏龍団地 - 有田 - 雷山観音前
  - 長野 - 白糸
  - 伊都文化会館前
  - 篠原 - 波多江駅 - 井原山入口

他に駅北側の県道筑前前原停車場線上に前原駅前バス停が、駅北側の国道202号線上に前原バス停がある。前原バス停は福岡 - 前原・志摩間特急バス「いと・しま号」が発着する。

## 駅名改称騒動
1997年頃に当駅を「伊都国前原駅」と改称する運動が地元商工会から上がったことがある。これは、福岡市西区内の新駅（現在の九大学研都市駅）の駅名案に「伊都駅」が有力となったことが発端で、「伊都国の本家は前原である」との意見から運動が起こったとされる。当時の前原市議会や市長も前向きな態度を示し、実際にJR九州に対し陳情も行われた。
しかしながら、地元でのシンポジウムで高校生が「生まれ育ったのは前原で、伊都国の名前になじみはありません。看板を替えてもまちは元気になりません」と発言、結局この意見が採り入れられて駅名改称は沙汰止みとなった。この騒動の名残として駅の階段下に「伊都国 前原市」と刻まれたモニュメントが設置されている。

## 隣の駅
九州旅客鉄道（JR九州）
 筑肥線
■快速（土休日）
九大学研都市駅 (JK04)  - 筑前前原駅 (JK08) - 筑前深江駅 (JK12)
■快速（平日）
糸島高校前駅 (JK07) - 筑前前原駅 (JK08) - 筑前深江駅 (JK12)
■普通
糸島高校前駅 (JK07) - 筑前前原駅 (JK08) - 美咲が丘駅 (JK09)